# مارغريت كيلي
مارغريت كيلي (بالفرنسية: Margaret Kelly)‏ هي مصممة رقص أيرلندية وفرنسية، ولدت في 24 يونيو 1910 في دبلن في جمهورية أيرلندا، وتوفيت في 11 سبتمبر 2004 في باريس في فرنسا.